# Ferdinand Elle

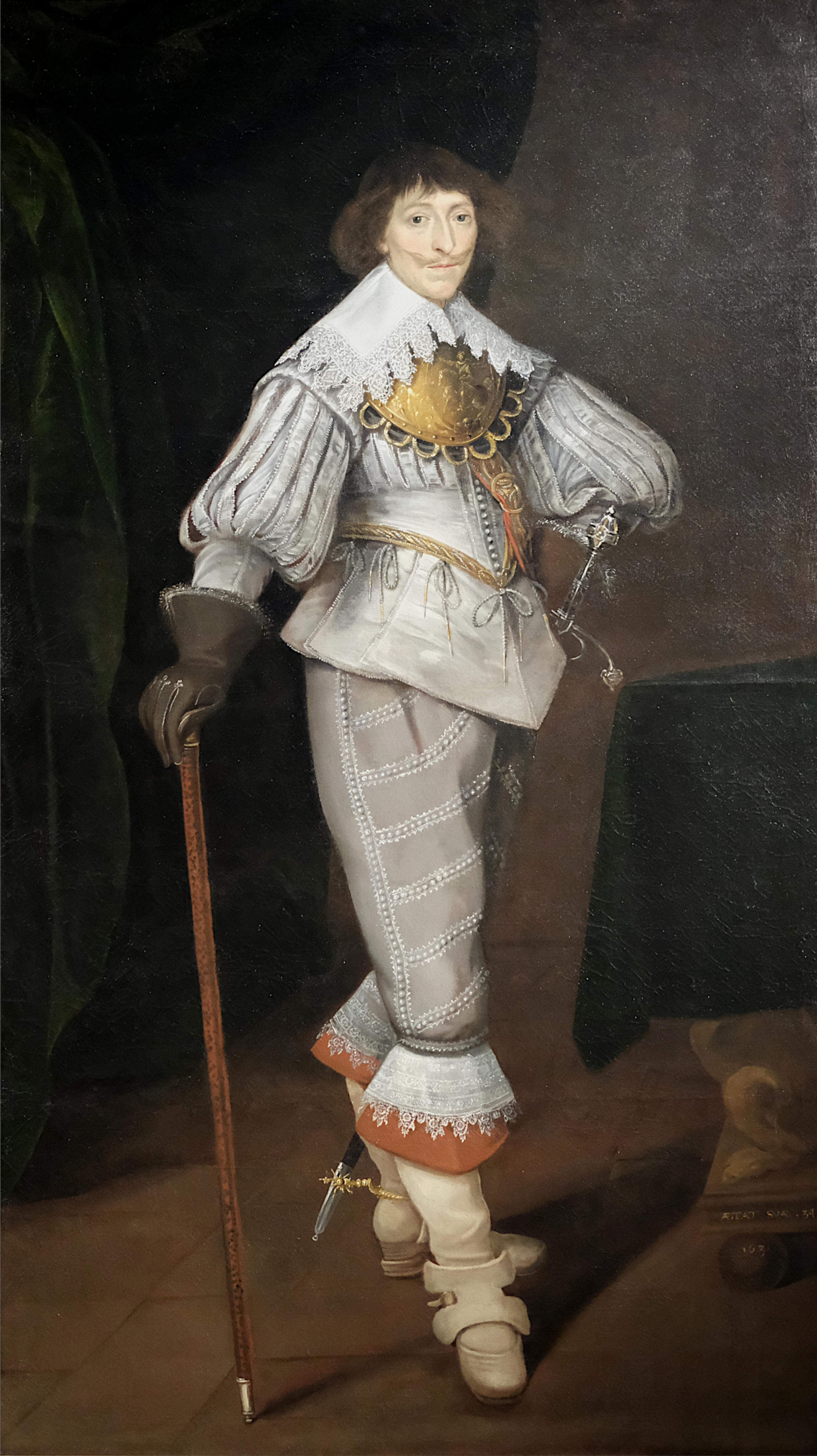
Ferdinand Elle: Henri de Lorraine, marquis de Mouy, datiert 1631, Musée des Beaux-Arts, Reims

Ferdinand Elle (auch: Helle oder Elie), genannt „Ferdinand“ (auch: Ferdinandus van El; * (getauft) 14. Februar 1576 in Mechelen; vor dem 25. August 1637 in Paris), war ein flämisch-französischer Maler, der in Paris Karriere als Porträtist machte. Er war der Begründer einer bekannten Künstlerfamilie.

## Leben
Ferdinand wurde am 14. Februar 1576 in Mechelen getauft, bis heute (2022) sind aber in vielen, teilweise renommierten Quellen andere Geburtsjahre angegeben, z. B. im Saur „um 1570“, in Thieme-Becker „vor 1585“.
Über seine Ausbildung ist bis dato nichts bekannt, laut Ecartico soll er als junger Mann in Italien gewesen sein, bevor er nach Paris ging. Dort ist er zum ersten Mal am 25. Februar 1601 nachgewiesen, als Pate bei einer Taufe.
Im April 1607 lebte er in Saint-Germain-des-Prés und nahm einen Lehrling namens Paul Bousquenot auf.
Um 1608 heiratete er in Paris Marie Ferdinand oder Flamand (1585–1649), mit der er mindestens vier Kinder hatte: Salomon (* 1609) und Catherine (1611–1648) sowie die beiden von ihm selbst als Maler ausgebildeten Louis d. Ä. (1612–1689) und Pierre (1617–1665).

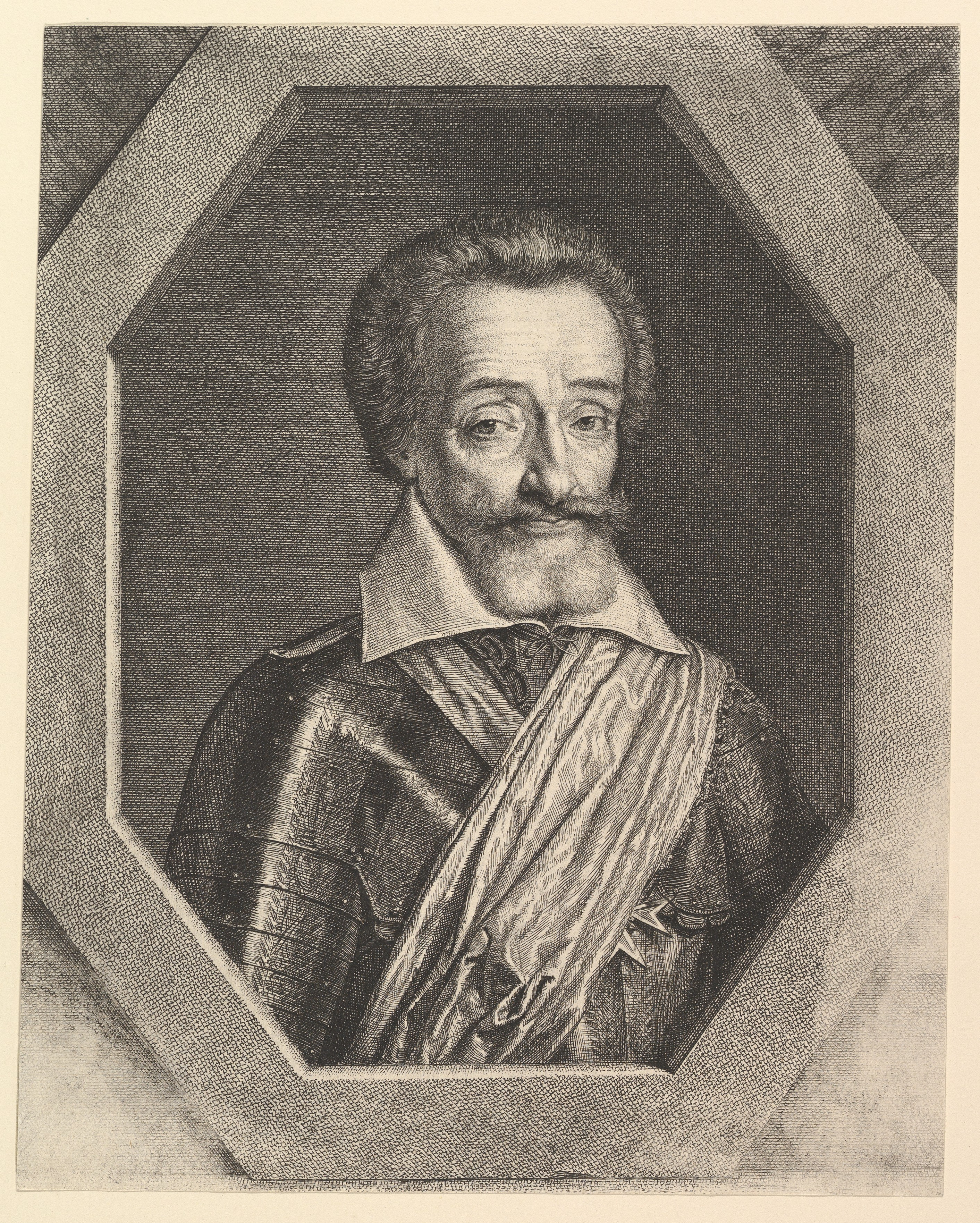
Henri IV, roi de France, Kupferstich von Jean Morin (1590–1650) nach einem Gemälde von Ferdinand Elle, Metropolitan Museum, New York

Ferdinand Elle machte Karriere als Porträtmaler, scheint aber auch Landschaften und anderes gemalt zu haben. 1609 schuf er für das Pariser Rathaus ein großes Gruppenporträt mit den Vorstehern der Pariser Korporationen, darunter dem Vorsteher der Kaufmannschaft, Jacques Sanguin; für dieses Bild erhielt er 400 Livres.
Noch unter Henri IV., also vor 1610, erwarb Elle für sich ein Hofamt als königlicher Kammerdiener und Maler. Der allgemein als „Ferdinand“ bekannte Maler machte auch unter Ludwig XIII. eine beachtliche Karriere und erhielt Aufträge aus den höchsten Gesellschaftskreisen: Durch zeitgenössische Kupferstiche sind seine Porträts von Henri IV. und Anna von Österreich, der Gemahlin Ludwigs XIII., bekannt, außerdem von Adligen wie Jacques de Marque, dem Comte de Soissons, Jacques Auguste de Thou, Antoine de Loménie und von der Heiligen Jeanne de Chantal. In einem Inventar der Frau seines Sohnes Louis Elle d. Ä. wird außerdem eine Bildnis von Kardinal Richelieu erwähnt, das wahrscheinlich eher von der Hand Ferdinand Elles stammte als von dem Sohn Louis. Von Georges de Scudéry (1636) wurde Ferdinand Elle als bester Porträtist seiner Zeit neben Daniel Dumonstier bezeichnet.
1623 erhielt er die französische Staatsbürgerschaft. 1625 konnte er sich ein Haus für 11 000 Livres kaufen.

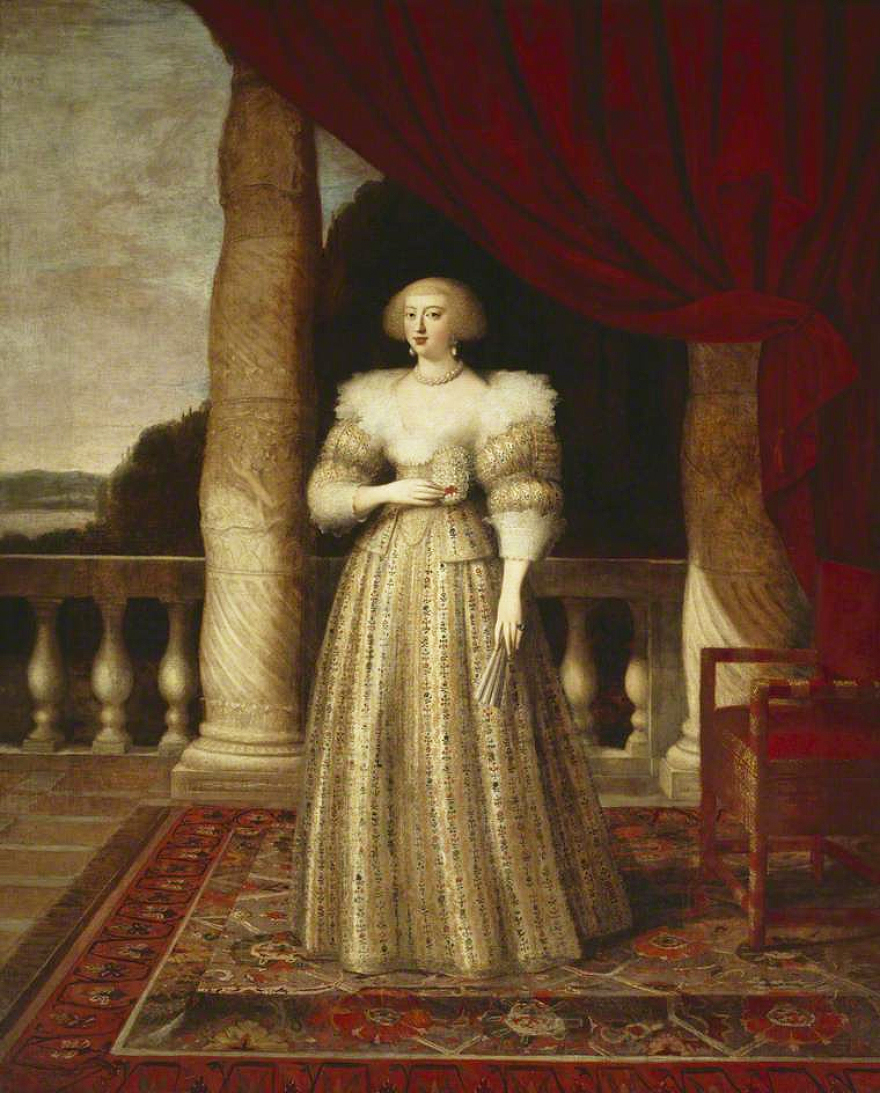
Ferdinand Elle: Anna von Österreich, Königin von Frankreich, ca. 1636, Öl auf Leinwand, 282 × 226 cm, Chiswick House

Er hatte auch einige Schüler, deren berühmtester Nicolas Poussin war, welcher zu einem nicht bekannten Zeitpunkt nach eigener Aussage drei Monate in Ferdinand Elles Werkstatt verbrachte, bevor er nach Italien ging. Ein anderer Lehrling Elles war Jean (oder Jan) Cassiopyn, der allerdings 1627 dessen Tochter Catherine verführte und das Mädchen erst heiratete, nachdem Elle ihn verklagt hatte, um die Ehre seiner Tochter und seiner ganzen Familie zu retten.
Im selben Jahr, am 21. August 1627, wurde Elle offiziell zum Meister erhoben.
Sein genaues Todesdatum ist nicht bekannt, aber seine Frau wurde in einem Dokument vom 25. August 1637 als Witwe bezeichnet, weshalb man annimmt, dass er um 1637 verstarb.
Die Identifizierung von Ferdinand Elles Gemälden ist problematisch. Einige seiner Bilder sind wie gesagt durch Stiche bekannt, und auf dieser Grundlage wurden ihm einige Gemälde glaubhaft zugeschrieben, darunter ein 1631 datiertes Porträt des Henri de Lorraine, Marquis de Mouy im Musée des Beaux-Arts in Reims (Abb. ganz oben rechts).
Andere Zuschreibungen sind weniger nachvollziehbar oder zweifelhaft, wie unter anderem ein sechsteiliger Zyklus mit Szenen aus dem Alten Testament, von welchem sich vier Bilder in der Kirche Notre-Dame-des-Blancs-Manteaux in Paris befinden; dieser wird Ferdinand Elle aufgrund einiger Initialen zugeschrieben, mit denen zwei der Gemälde signiert sind – aber ganz verschieden (!): ein Bild mit Abraham und Melchisedek trägt die Signatur „ED (oder FD ?) LL A“, ein anderes Bild mit dem Quellwunder: „F.I.L.F.“.